# Asociación de Mujeres Investigadoras y Tecnólogas
A Asociación de Mujeres Investigadoras y Tecnólogas (AMIT) é uma associação espanhola e sem fins lucrativos. O objetivo da AMIT é ser a voz, espaço de discussão e de apoio às investigadoras e estudantes universitárias que tem reconhecem a importância do trabalho em conjunto. A AMIT pretende promover igualdade de acesso às atividades cientificas entre homens e mulheres.

## História
A AMIT foi criada em 2001 por um grupo de mulheres e de diversas disciplinas, da universidade, do Consejo Superior de Investigaciones Científicas (CSIC) e da indústria. A AMIT defende o aumento da participação das mulheres no sistema científico espanhol, a paridade entre mulheres e homens nos tribunais e comissões que realizam que fazem seleção de empregos e promoções no âmbito público e privado de investigação científica e busca promover a ideia de que homens e mulheres são igualmente capazes de alcançar a excelência intelectual, científica e tecnológica.